# Aldo Martello Editore
La Aldo Martello Editore è stata una casa editrice italiana.

## Storia
La casa editrice fu fondata a Milano nel 1942 da Aldo Martello. Fu acquisita da Giunti Editore nel 1973 . Pubblicò romanzi in traduzione italiana  e "fu il primo a diffondere Cronin, Daphne Du Maurier e Louis Bromfield" e "pregevolissime opere sull'arte" .